# Holm (Name)
Holm ist ein männlicher Vorname und ein Familienname.

## Herkunft und Bedeutung
Holm ist nordischen Ursprungs mit der Bedeutung „der von der Insel Stammende“.

## Namensträger

### Vorname
- Holm O. Bursum (1867–1953), US-amerikanischer Politiker
- Holm Dressler (* 1949), deutscher Autor, Regisseur und Produzent
- Holm Friebe (* 1972), deutscher Journalist und Autor
- Holm Hümmler (* 1970), deutscher Autor und Skeptiker
- Holm Kirsten (* 1965), deutscher Historiker, Museologe und Schriftsteller
- Holm Pinder (* 1971), deutscher Fußballspieler und -trainer
- Holm Putzke (* 1973), deutscher Rechtswissenschaftler
- Holm Schneider (* 1969), deutscher Genforscher, Kinderarzt und Kinderbuchautor
- Holm Sundhaussen (1942–2015), deutscher Südosteuropahistoriker
- Holm Tetens (* 1948), deutscher Philosoph
- Holm Vogel (* 1939), deutscher Organist und Kirchenmusiker

### A
- Aage Holm (1890–1957), dänischer Schwimmer
- Adolf Holm (1830–1900), deutscher Althistoriker
- Anders Holm (* 1981), US-amerikanischer Schauspieler, Comedian und Drehbuchautor
- Andreas Holm (* 1942), deutscher Schlagersänger
- Andrej Holm (* 1970), deutscher Sozialwissenschaftler
- Andy Holm (* um 1960), deutsch-australischer Filmemacher, Komponist und Musiker
- Anne Holm (1922–1998), dänische Journalistin und Jugendbuchautorin
- Arild Holm (1942–2024), norwegischer Skirennläufer
- Asbjørn Holm (1921–2001), norwegischer Politiker
- Astrid Holm (1893–1961), dänische Schauspielerin

### B
- Bill Holm (1925–2020), US-amerikanischer Kunsthistoriker
- Brian Holm (* 1962), dänischer Radrennfahrer

### C
- Caroline Bonde Holm (* 1990), dänische Stabhochspringerin
- Celeste Holm (1917–2012), US-amerikanische Schauspielerin
- Christian Holm (Maler) (1804–1846), dänischer Maler und Radierer
- Christian Holm (Physiker) (* 1960), deutscher Physiker
- Christopher Rubens Holm (* 2004), brasilianischer Skirennläufer
- Claus Holm (1918–1996), deutscher Schauspieler

### D
- Daniel Fredheim Holm (* 1985), norwegischer Fußballspieler
- Dary Holm (1897–1960), deutsche Schauspielerin
- Dorthe Holm (* 1972), dänische Curlerin

### E
- Edvard Holm (1833–1915), dänischer Historiker
- Eggert Holm (1936–2024), deutscher Internist und Ernährungsmediziner
- Eleanor Holm (1913–2004), US-amerikanische Schwimmerin
- Elisabeth Holm, US-amerikanische Filmproduzentin
- Ella Holm Bull (1929–2006), norwegische Autorin, Lehrerin, Übersetzerin und Sprachreformatorin
- Emil Holm (Sänger) (1867–1950), dänischer Kammersänger
- Emil Holm (Sportschütze) (1877–1968), finnischer Sportschütze
- Emil Holm (Triathlet) (* 1996), dänischer Triathlet
- Emil Holm (Fußballspieler) (* 2000), schwedischer Fußballspieler
- Emil Arnold-Holm, österreichischer Dichter
- Ernst Müller-Holm (1861–1927), deutscher Schriftsteller
- Espen Beranek Holm (* 1960), norwegischer Rockmusiker und Comedian

### F
- Fred Lonberg-Holm (* 1962), US-amerikanischer Cellist

### G
- Gerd Holm, deutscher Schriftsteller
- Gerhard Holm (1853–1926), schwedischer Geologe und Paläontologe
- Gretelise Holm (* 1946), dänische Journalistin und Schriftstellerin
- Gunnar Holm (* 1916), dänischer Badmintonspieler
- Gustav Holm (1881–1960), österreichischer Autor und Kabarettist, siehe Robert Weil
- Gustav Holm (Fußballspieler) (1892–1971), norwegischer Fußballtorwart
- Gustav Frederik Holm (1849–1940), dänischer Entdecker

### H
- Hannes Holm (* 1962), schwedischer Filmregisseur, Filmproduzent und Drehbuchautor
- Hans Holm (Kritiker) (1749–??), dänischer Politikkritiker
- Hans Holm (Fischer) (1925–2001), grönländischer Fischer und Verbandsfunktionär
- Hans Holm (Skispringer), grönländischer Skispringer
- Hans Henning Holm (1908–1977), deutscher Schriftsteller und Autor
- Hans J. Holm (Hans Jørgen Holm; 1835–1916), dänischer Architekt
- Hans Jørgen Holm (* 1941), dänischer Politiker
- Hanya Holm (1893–1992), deutsch-amerikanische Tänzerin, Choreografin und Tanzpädagogin
- Harry Holm (1902–1987), dänischer Turner
- Heinrich Holm (1843–1892), Fahnenmaler und Freizeitarchäologe
- Henrik Holm (* 1968), schwedischer Tennisspieler
- Holly Holm (* 1981), US-amerikanische Mixed-Martial-Arts-Kämpferin

### I
- Ian Holm (1931–2020), britischer Schauspieler
- Ivaana Holm (* 1990), grönländische Handballspielerin

### J
- Jacob Holm (Bischof) (1543–1609), dänischer Bischof
- Jacob Holm (Reeder) (1770–1845), dänischer Reeder und Kaufmann
- Jacob Holm (Manager) (* 1961), dänischer Manager
- Jacob Holm (Handballspieler) (* 1995), dänischer Handballspieler
- Jeanne M. Holm (1921–2010), US-amerikanische Generalmajorin
- Jens Holm (* 1971), schwedischer Europapolitiker
- Jim Holm (* 1945), US-amerikanischer Politiker
- Johan Holm (* 1979), schwedischer Badmintonspieler
- Johannes Holm (1895–1981), deutscher Kommunist und Verlagsleiter
- John Cecil Holm (1904–1981), US-amerikanischer Schauspieler und Dramatiker
- Jörg Holm (1940–2000), deutscher Schauspieler
- Julie Holm (* 2000), dänische Handballspielerin
- Just Holm (1815–1907), dänischer Maler

### K
- Kai Holm (Schauspieler) (1896–1985), dänischer Schauspieler
- Kai Holm (Sportfunktionär) (* 1938), dänischer Sportler und Sportfunktionär
- Karin Holm-Müller (* 1957), deutsche Volkswirtin
- Karl Holm, Pseudonym von Karl Sontag (1828–1900), deutscher Schauspieler, Dramatiker und Schriftsteller
- Karl Holm (Schriftsteller) (1856–1938), deutscher Schriftsteller
- Karl Holm (Mediziner) (1884–1945), deutscher Generalarzt
- Katja Holm (1900–1977), österreichischer Schriftsteller und Drehbuchautor, siehe Hans Gustl Kernmayr
- Ken Holm (* 1939), dänischer Radrennfahrer
- Kenneth Holm (* 1958), schwedischer Rennrodler
- Kerstin Holm (* 1958), deutsche Journalistin und Autorin
- Kjeld Holm (1945–2024), dänischer Geistlicher, Bischof von Aarhus
- Klaus Ellerhusen Holm (* 1979), norwegischer Jazz- und Improvisationsmusiker
- Knud Holm (1887–1972), dänischer Turner
- Korfiz Holm (1872–1942), deutscher Verleger
- Kris Holm (* 1973), kanadischer Berg-Einradfahrer
- Kurt Holm (* 1935), österreichisch-deutscher Soziologe und Sozialforscher

### L
- Lars Holm (* 1961), deutscher Flottillenadmiral
- Lasse Holm (* 1943), schwedischer Schlagerkomponist und Sänger
- Leif-Erik Holm (* 1970), deutscher Politiker (AfD)
- Liselotte Tyc-Holm (1921–2012), deutsche Unternehmerin
- Ludvig Holm (1858–1928), dänischer Musiker und Komponist

### M
- Mari Holm Lønseth (* 1991), norwegische Politikerin
- Melwin Lycke Holm (* 2004), schwedischer Leichtathlet
- Mia Holm (1845–1912), deutsche Schriftstellerin
- Michael Holm (* 1943), deutscher Musiker, Sänger, Komponist und Produzent
- Michael Peter Holm (1936–2009), deutscher Theaterschauspieler
- Mikael Holm (* 1968), schwedischer Rennrodler
- Mike Holm (1876–1952), US-amerikanischer Politiker
- Mogens Winkel Holm (1936–1999), dänischer Komponist

### N
- Niels Holm (Politiker) (1936–1999), grönländischer Landesrat und Übersetzer
- Niels Holm (Bischof) (* 1936), Bischof des Bistums Ribe
- Nino Holm (* 1950), österreichischer Musiker und Maler
- Noah Jean Holm (* 2001), norwegischer Fußballspieler

### O
- Odin Thiago Holm (* 2003), norwegischer Fußballspieler
- Ole Holm (1870–1956), norwegischer Sportschütze
- Ole Julian Bjørgvik Holm (* 2002), norwegischer Eishockeyspieler

### P
- Per Holm (Fußballspieler) (1899–1974), norwegischer Fußballspieler
- Per Daniel Holm (1835–1903), schwedischer Landschaftsmaler
- Peter Alberg Holm (1823–1892), färöischer, dänischer Pfarrer und Autor
- Philip Holm (* 1991), schwedischer Eishockeyspieler
- Poul Holm (Sportler) (1888–1964), dänischer Turner und Schwimmer
- Poul Holm (Badminton) (1920–um 2000), dänischer Badmintonspieler
- Poul Holm (Historiker), Historiker

### R
- Rainer M. Holm-Hadulla (* 1951), deutscher Psychiater und Psychotherapeut
- Rasmus Holm (Mediziner) (1836–1899), dänischer Psychiater
- Rasmus Holm (Filmemacher) (* 1974), dänischer Regisseur, Kameramann und Produzent
- Renate Holm (1931–2022), deutsche Opernsängerin (Sopran)
- Richard Holm (1912–1988), deutscher Opernsänger (Tenor)
- Richard H. Holm (1933–2021), US-amerikanischer Chemiker
- Rikke Holm (* 1972), dänische Fußballspielerin
- Robin Holm (* 1999), thailändisch-schwedischer Fußballspieler

### S
- Søren Holm (1901–1971), dänischer Theologe
- Staffan Valdemar Holm (* 1958), Theater- und Opernregisseur
- Stefan Holm (* 1976), schwedischer Hochspringer
- Stig E. Holm, schwedischer Mediziner
- Sven Holm (1940–2019), dänischer Schriftsteller
- Sverre Holm (1931–2005), norwegischer Schauspieler

### T
- Theodor Holm Nelson (* 1937), US-amerikanischer Soziologe
- Tore Holm (1896–1977), schwedischer Segler

### U
- Uffe Holm (* 1976), dänischer Comedian
- Ulf Holm (* 1969), schwedischer Politiker

### V
- Valsø Holm (1906–1987), dänischer Schauspieler
- Vanja Holm (* 1958), schwedische Jazzmusikerin
- Villads Holm (1829–1901), dänischer Politiker

### W
- Wilhelm Holm (1873–nach 1920), deutscher Büdner und Politiker der SPD

### Y
- Yngve Holm (1895–1943), schwedischer Segler

### Künstlername
- Harriet Holm der dänischen Autorin Ingeborg Johansen (1896–1986)
- Jens K. Holm des dänischen Autors Bengt Janus (1921–1988)

### Kunstfiguren
- Herr Holm des Kabarettisten Dirk Bielefeldt
- Kriminalassistent Holm in den Filmen um die Olsenbande